# Fasetna palača
Fasetna palača (rusko Грановитая палата, Granovitaja palata) je stavba v Moskovskem kremlju v Rusiji, v kateri je bila glavna banketna sprejemna dvorana moskovskih knezov in kasneje carjev. Je najstarejša ohranjena posvetna zgradba v Moskvi. Stoji se na Stolničnem trgu v Kremlju, med cerkvijo Marijinega oznanjenja in cerkvijo Marijinega vnebovzetja. Trenutno je uradna slavnostna dvorana v rezidenci predsednika Ruske federacije, zato je vstop omejen in možen samo na vnaprej pripravljene oglede.

## Zgodovina
Veliki knez Ivan III. je leta 1487 naročil dvema italijanskim renesančnim arhitektom Marcu Ruffu in Pietru Solariju, da zgradita kamnito palačo po vrsti požarov, ki so pustošili po takrat pretežno lesenem Kremlju. Nova palača je bila dokončana leta 1492 in je bila najpomembnejše prizorišče uradnih sprejemov carja, kronanj, praznikov in državnih slovesnosti. Kralj Ivan Grozni je leta 1552 v Fasetni palači tri dni praznoval osvojitev Kazanskega kanata. Prav tako je car Peter Veliki uporabljal palačo za proslavo svoje zmage leta 1709 nad Švedsko v bitki pri Poltavi in koncu Velike Severne vojne leta 1721. Prav tako je bil leta 1654 v okviru Fasetne palače organiziran Zemski Sobor (parlament carstva ruskih posesti, ki so delovale v 16. in 17. stoletju), ko se je v skladu s  Perejaslavskim sporazumom Rusko cesarstvo združilo z Ukrajino.
Fasetna palača je skozi stoletja večkrat utrpela večje poškodbe zaradi požarov in je bila v svoji zgodovini večkrat obnovljena. Tudi v sodobnem času se še vedno uporablja za državne sprejeme, vključno z državnim obiskom kraljice Elizabete II. Po obsežni obnovi je bila Fasetna palača junija 2012 ponovno odprta za javnost , čeprav so v praksi na voljo le organizirani vnaprej najavljeni ogledi. 

## Stavba
Poimenovana po značilni vzhodni kamniti fasadi iz kamna v vodoravnih vrstah z ostrimi robovi, je palača vse, kar je ostalo od večje kraljeve palače iz belega apnenca. Čeprav se na pročelju zdi, da je od zunaj trinadstropna pravokotna stavba, je pravzaprav enonadstropna stavba z dvema vrstama oken, ki na fasadah niso vedno simetrično razporejena in s polkletjo. Obloga vseh štirih fasad palače je narejena iz belega kamna, zaradi česar je stavba eden tipičnih arhitekturnih spomenikov zgodnje moderne Moskve, kjer je bil beli apnenec, ki je bil v tistem času na območju, med lesom eden najbolj razširjenih gradbenih materialov. Istoimenske strani je mogoče najti le na vzhodni fasadi, ki je obrnjena proti Stolničnemu trgu. Na zahodni strani je stavba neposredno povezana z osrednjo zgradbo Velike Kremeljske palače s katero je povezana preko Vladimirjeve dvorane.
Druga presenetljiva podrobnost Fasetne palače je zunanje stopnišče na južni fasadi, ki je na ograji okrašeno s stiliziranimi levjimi skulpturami in v spodnjem delu zaokroženo z dvema okrasnima portaloma, nameščenima pod pravim kotom. Ta konstrukcija je bila že od nekdaj paradni vhod v palačo in je znana tudi kot čudovita terasa (Красное крыльцо). Med pomembnimi praznovanji (kot so kronanja carjev) so se po obvezni službi, z vodjo cerkve v sosednji cerkvi Marijinega vnebovzetja veselim ljudem tu pojavili carji. Seveda je ta terasa služila tudi kot prizorišče manj slavnih dogodkov: med moskovsko vstajo leta 1682 so uporniki umorili nepriljubljene bojarje tako, da so jih žive natikali na kopja. V sovjetski dobi je čudovita terasa izginila s svojega mesta za nekaj desetletij, ko so na njenem mestu v 1930-ih postavili kantino. Leta 1994 so to odstranili in obnovili čudovito teraso in stopnice.

### Notranjost
Notranjost palače v bistvu sestavljata dve svečani sobi: dvorana, znana tudi kot Sveti hodnik (Святые сени) in dejanska plesna dvorana. Nekdanje svoje ime dolguje dejstvu, da so carji med obredi kronanja prejeli najvišje dostojanstvenike Ruske pravoslavne cerkve, ki so jih tukaj blagoslovili. V Svetem hodniku so še posebej opazni trije bogato okrašeni, pozlačeni portali vrat, ki vodijo do plesne dvorane Fasetne palače na eni strani in Vladimirjeve dvorane in palače Terem na drugi strani.
Skoraj 500 m² velika glavna dvorana te palače ima izjemno čudovito arhitekturo, ki je estetsko primerljiva z notranjostjo svečanih dvoran osrednje palače. Križni obok je visok devet metrov, podprt pa z mogočnim kvadratnim stebrom, ki ima v spodnjem delu pozlačene okrasne vzorce, podobne vratnim portalom. Nad tem kot tudi na celotnem oboku in na stenah je mogoče videti dovršene freske s številnimi motivi iz zgodovine ruske države in ruske cerkve. Podobne freske so bile tam že konec 16. stoletja. Zahvaljujoč znanemu slikarju ikon Simonu Ušakovu, ki jih je leta 1668 v celoti dokumentiral, je bilo mogoče dela, ki so bila izgubljena v 18. stoletju, zvesto reproducirati v 1880-ih, in jih je naročil Aleksander III. izvedli pa slikarji ikon iz Paleha, kraju, ki je znan predvsem po ikonski in slikarski obrti, ki se tu goji.